# Saint Paul’s Islands
Die St. Paul’s Islands (maltesisch Il-Gżejjer ta’ San Pawl, auch Il-Gżejjer ta’ Selmunett) sind zwei unbewohnte Inselfelsen der Republik Malta. Der Name im Singular St. Paul’s Island ist ebenso gebräuchlich, da die beiden Felsen durch einen Isthmus (Issillat) verbunden sind, der an seiner engsten Stelle weniger als 20 Meter breit ist und nur bei rauer See überspült wird, und der Komplex daher als eine Insel gilt. Politisch gehört die Insel zur Gemeinde Mellieħa. Die Felsen befinden sich etwa 100 m von der Küste entfernt am westlichen Ende der St. Paul’s Bay und haben zusammen nur eine Fläche von weniger als 0,1 km².
Die Insel ist seit Ende der 1930er-Jahre unbewohnt, nachdem der einzige Bauer sein Haus und seine Felder verlassen hatte. Er lebte zuvor in einem umgebauten Anwesen, das von manchen als einer der Lascaris Towers angesehen wird. Nach seinem Wegzug kurz vor Beginn des Zweiten Weltkriegs verfiel das Gebäude und war 2012 nur noch als Ruine erkennbar.
Der Überlieferung nach soll im Jahre 59 n. Chr. der Apostel Paulus an dieser Stelle Schiffbruch erlitten haben, als er als Gefangener auf dem Weg nach Rom war. Der Apostel sowie die gesamte Schiffsbesatzung konnten sich zu jener Zeit schwimmend aufs Festland retten. Als der Vater des die römischen Truppen anführenden Publius schwer erkrankte, wurde er von Paulus geheilt, und zum Dank trat der Feldherr dem Christentum bei und wurde der Legende nach später der erste Bischof Maltas. Ihm zu Ehren ist auf der Insel im Jahre 1845 die 12 m hohe St. Paul’s Statue errichtet worden. Historisch nachweisbar ist die Geschichte nicht, es wird dagegen die These vertreten, das Schiff sei stattdessen möglicherweise auf der griechischen Insel Kefalonia gestrandet.
Die Insel wurde von Malta als FFH-Gebiet gemeldet und gehört damit zum europäischen Schutzgebietsnetzwerk Natura 2000. Neben den Lebensraumtypen 1170 (Riffe) und 1240 (Mittelmeer-Felsküsten mit Vegetation mit endemischen Limonium-Arten) kommt hier auch die Anhang-II-Art Linaria pseudolaxiflora, ein endemisches Leinkraut, vor.

## Bildergalerie

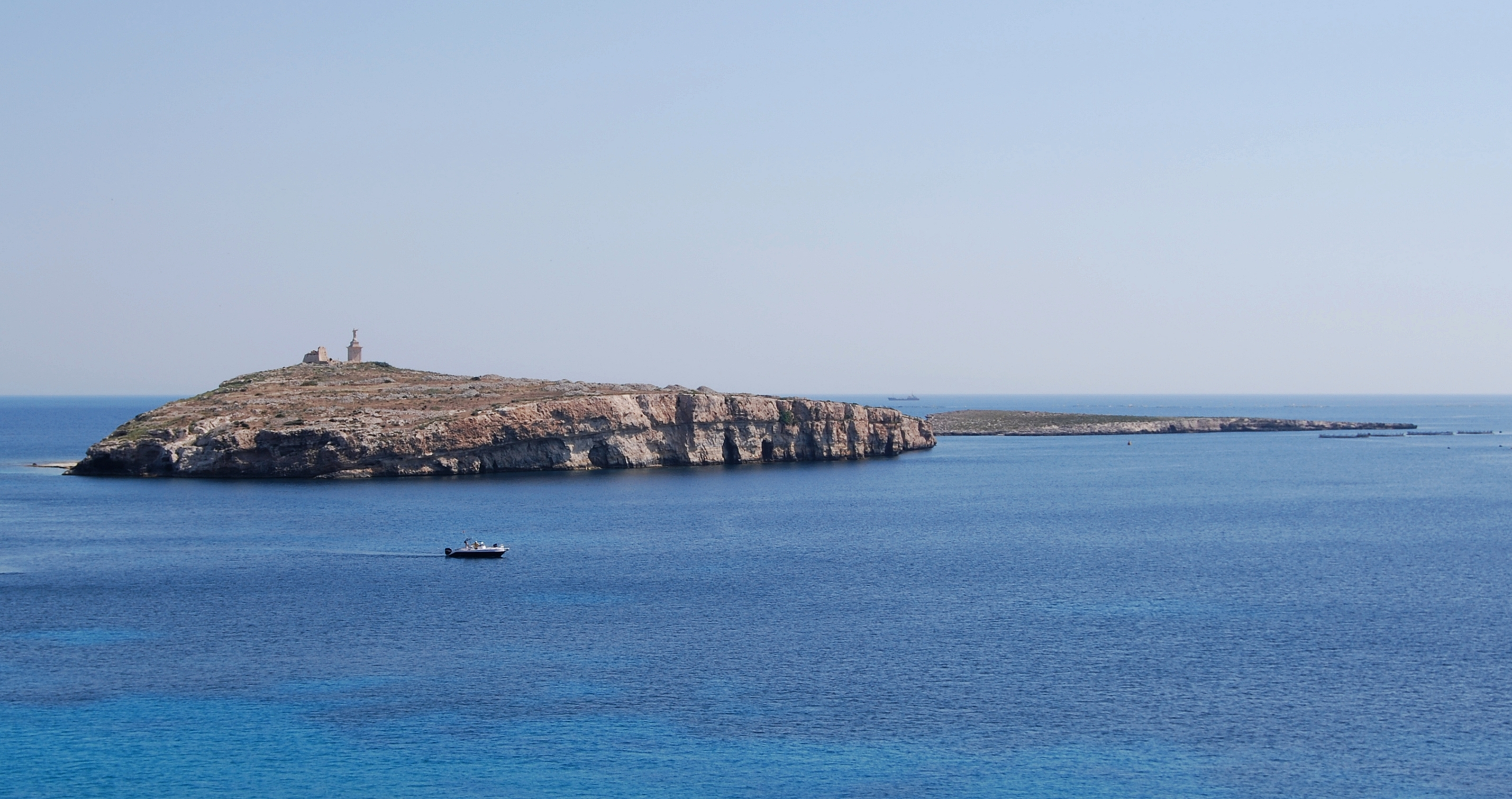
Saint Paul’s Islands mit Statue
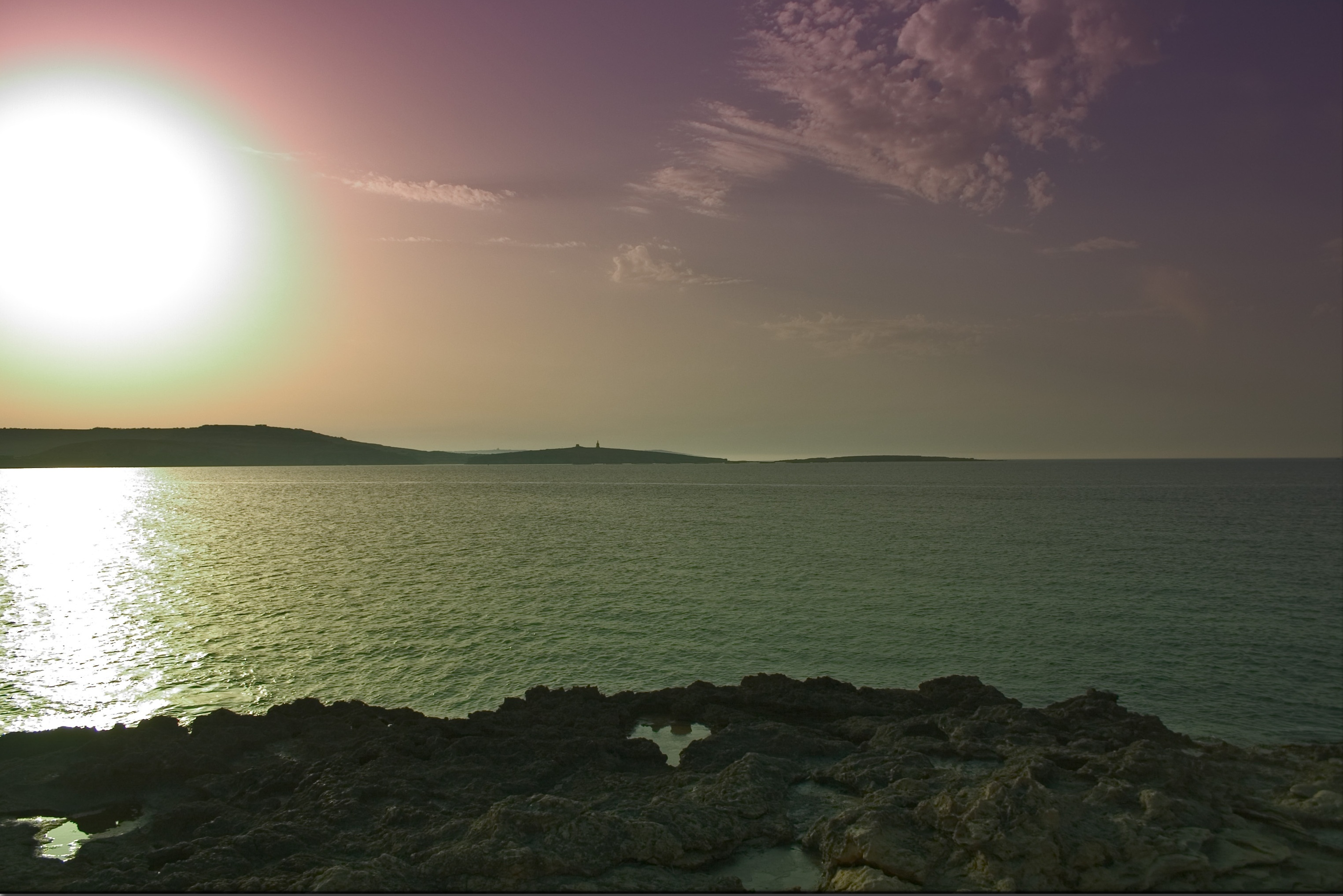
Blick auf die St. Paul’s Islands; in der Bildmitte ist die Statue zu erkennen.